# Meridià 105 a l'oest
El meridià 105 a l'oest de Greenwich és una línia de longitud que s'estén des del pol Nord travessant l'oceà Àrtic, Amèrica del Nord, el Golf de Mèxic, l'oceà Pacífic, l'oceà Antàrtic, i l'Antàrtida fins al pol Sud.
El meridià 105 a l'oest forma un cercle màxim amb el meridià 75 a l'est. Com tots els altres meridians, la seva longitud correspon a una semicircumferència terrestre, uns 20.003,932 km. Al nivell de l'Equador, és a una distància del meridià de Greenwich de 11.688 km.
Serveis com a meridià de referència per la setena zona horària oest del meridià de Greenwich, coneguda com a UTC-07 o la Zona Horària de Muntanya a Amèrica del Nord.
Als Estats Units la Interestatal 25 és aproximadament paral·lela al meridià des de Douglas (Wyoming) a Las Vegas (Nou Mèxic), i des de Wellington (Colorado) a l'intercanvi de Prospect Road (a Fort Collins (Colorado)), l'I-25 passa a estar alineada gairebé al llarg del meridià 105 a l'oest. El meridià divideix Denver travessant la Denver Union Station. Al llarg de la zona metropolitana de Denver, Kalamath Street és el camí que més es correspon amb el meridià 105.

## De Pol a Pol
Començant en el pol Nord i dirigint-se cap al pol Sud, aquest meridià travessa:
| Coordenades                                                   | País, territori o mar | Notes |
| ------------------------------------------------------------- | --------------------- | --- |
| 90° 0′ N, 105° 0′ O / 90.000°N,105.000°O                      | Oceà Àrtic            | |
| 79° 19′ N, 105° 0′ O / 79.317°N,105.000°O                     | Canadà                | Nunavut - illa d'Ellef Ringnes |
| 79° 2′ N, 105° 0′ O / 79.033°N,105.000°O                      | Oceà Àrtic            | |
| 78° 31′ N, 105° 0′ O / 78.517°N,105.000°O                     | Canadà                | Nunavut - illa d'Ellef Ringnes |
| 78° 21′ N, 105° 0′ O / 78.350°N,105.000°O                     | Estret de Maclean     | |
| 77° 32′ N, 105° 0′ O / 77.533°N,105.000°O                     | Canadà                | Nunavut - illa Lougheed |
| 77° 10′ N, 105° 0′ O / 77.167°N,105.000°O                     | Canal de Byam Martin  | |
| 75° 35′ N, 105° 0′ O / 75.583°N,105.000°O                     | Canal de Byam         | Passa a l'oest de illa de Byam Martin, Nunavut, Canadà (at 75° 7′ N, 104° 54′ O / 75.117°N,104.900°O) |
| 75° 5′ N, 105° 0′ O / 75.083°N,105.000°O                      | Canal de Parry        | Canal del Vescomte Melville |
| 73° 43′ N, 105° 0′ O / 73.717°N,105.000°O                     | Canadà                | Nunavut - illa de Stefansson |
| 73° 0′ N, 105° 0′ O / 73.000°N,105.000°OEstret de M'Clintock) | Estret de M'Clintock  | |
| 72° 12′ N, 105° 0′ O / 72.200°N,105.000°O                     | Canadà                | Nunavut - illa Victòria |
| 68° 53′ N, 105° 0′ O / 68.883°N,105.000°O                     | Golf de la Reina Maud | |
| 66° 3′ N, 105° 0′ O / 66.050°N,105.000°O                      | Canadà                | Nunavut - illa Melbourne i el continent Territoris del Nord-oest - des de 64° 29′ N, 105° 0′ O / 64.483°N,105.000°O Saskatchewan - des de 60° 0′ N, 105° 0′ O / 60.000°N,105.000°O |
| 49° 0′ N, 105° 0′ O / 49.000°N,105.000°O                      | Estats Units          | Montana Wyoming - des de 45° 0′ N, 105° 0′ O / 45.000°N,105.000°O Colorado - des de 41° 0′ N, 105° 0′ O / 41.000°N,105.000°O, passa a través de Denver (a 39° 45′ N, 105° 0′ O / 39.750°N,105.000°O) Nou Mèxic - des de 37° 0′ N, 105° 0′ O / 37.000°N,105.000°O Texas - des de 32° 0′ N, 105° 0′ O / 32.000°N,105.000°O |
| 30° 40′ N, 105° 0′ O / 30.667°N,105.000°O                     | Mèxic                 | Chihuahua Estat de Durango - des de 26° 30′ N, 105° 0′ O / 26.500°N,105.000°O Nayarit - des de 22° 56′ N, 105° 0′ O / 22.933°N,105.000°O Jalisco - des de 20° 55′ N, 105° 0′ O / 20.917°N,105.000°O |
| 19° 21′ N, 105° 0′ O / 19.350°N,105.000°O                     | Oceà Pacífic          | Passa a l'est de l'illa Sala y Gómez, Xile (a 26° 28′ S, 105° 21′ O / 26.467°S,105.350°O) |
| 60° 0′ S, 105° 0′ O / 60.000°S,105.000°O                      | Oceà Antàrtic         | |
| 74° 41′ S, 105° 0′ O / 74.683°S,105.000°O                     | Antàrtida             | Territori no reclamat |